# Prestonia clarki
Prestonia clarki är en fjärilsart som beskrevs av William Schaus 1920. Prestonia clarki ingår i släktet Prestonia och familjen vitfjärilar. Inga underarter finns listade i Catalogue of Life.